# Copa del Bàltic de futbol
La Copa del Bàltic de futbol (en estonià: Balti turniir, letó: Baltijas kauss, lituà: Baltijos taurė) és una competició de futbol masculina per a les seleccions de les nacions bàltiques, Estònia, Letònia i Lituània. També Finlàndia hi participà com a convidat.

## Història

Mapa dels països del Bàltic participants en la competició.

La primera edició es disputà el 1928. Originàriament es disputava de forma anual, i a partir dels anys 2000 de forma biennal. És la competició entre seleccions més antiga després del Campionat Britànic de futbol, i la més antiga encara en actiu.

## Finals
Font:
| Any       | Campió | Finalista | Golejador |
| --------- | --- | --- | --- |
| 1928      | Letònia | Estònia | Arnold Pihlak (3) |
| 1929      | Estònia | Letònia | Voldemārs Plade, Eugen Einman, Eduard Ellman-Eelma (3)                                                                         |
| 1930      | Lituània | Letònia | Ēriks Pētersons (4) |
| 1931      | Estònia | Letònia | Eduard Ellman-Eelma, Friedrich Karm (2)                                                                                        |
| 1932      | Letònia | Lituània | Alberts Šeibelis (2) |
| 1933      | Letònia | Lituània | Ēriks Pētersons (2) |
| 1934      | No es disputà per les desavinences de l'edició anterior.                                                                       | No es disputà per les desavinences de l'edició anterior.                                                                       | No es disputà per les desavinences de l'edició anterior.                                                                       |
| 1935      | Lituània | Letònia | Antanas Lingis, Iļja Vestermans (2)                                                                                            |
| 1936      | Letònia | Estònia | Alberts Šeibelis (2) |
| 1937      | Letònia | Estònia | Iļja Vestermans (3) |
| 1938      | Estònia | Letònia | Ralf Veidemann (2) |
| 1939      | No organitzat a causa de les relacions esportives tenses entre Letònia i Lituània després d'un controvertit partit de bàsquet. | No organitzat a causa de les relacions esportives tenses entre Letònia i Lituània després d'un controvertit partit de bàsquet. | No organitzat a causa de les relacions esportives tenses entre Letònia i Lituània després d'un controvertit partit de bàsquet. |
| 1940-1990 | No organitzat, Estònia, Letònia i Lituània formaven part de la Unió Soviètica.                                                 | No organitzat, Estònia, Letònia i Lituània formaven part de la Unió Soviètica.                                                 | No organitzat, Estònia, Letònia i Lituània formaven part de la Unió Soviètica.                                                 |
| 1991      | Lituània | Letònia | Cada golejador va marcar un gol                                                                                                |
| 1992      | Lituània | Letònia | Virginijus Baltušnikas (3) |
| 1993      | Letònia | Estònia | Cada golejador va marcar un gol                                                                                                |
| 1994      | Lituània | Letònia | Valdas Ivanauskas (2) |
| 1995      | Letònia | Lituània | Cada golejador va marcar un gol                                                                                                |
| 1996      | Lituània | Estònia | Cada golejador va marcar un gol                                                                                                |
| 1997      | Lituània | Letònia | Cada golejador va marcar un gol                                                                                                |
| 1998      | Lituània | Letònia | Cada golejador va marcar un gol                                                                                                |
| 2001      | Letònia | Lituània | Marians Pahars, Vladimirs Koļesņičenko (2)                                                                                     |
| 2003      | Letònia | Lituània | Cada golejador va marcar un gol                                                                                                |
| 2005      | Lituània | Letònia | Igoris Morinas (2) |
| 2008      | Letònia | Lituània | Cada golejador va marcar un gol                                                                                                |
| 2010      | Lituània | Letònia | Cada golejador va marcar un gol                                                                                                |
| 2012      | Letònia | Finlàndia | Edgars Gauračs (3) |
| 2014      | Letònia | Lituània | Cada golejador va marcar un gol                                                                                                |
| 2016      | Letònia | Lituània | Fiodor Černych (2) |
| 2018      | Letònia | Estònia | Cada golejador va marcar un gol                                                                                                |